# 4 Non Blondes
4 Non Blondes — колишня американська рок-група з Сан-Франциско, Каліфорнія, утворена в 1989 році. Заснували колектив бас-гітаристка Кріста Хіллхаус (нар. 28 листопада 1961 року), гітаристка Шаанна Хол, барабанщиця Ванда Дей і вокалістка Лінда Перрі. Перед виходом першого альбому групи Роджер Роша замінив Шаанну Хол, а Дон Річардсон — Ванду Дей. Вони потрапили в чарти в 1993 році з піснею «What's Up?», їх єдиним сильним хітом. Незабаром після того, як Перрі покинула групу в 1994 році заради сольної кар'єри, група розпалася.

## Кар'єра
Кріста Хіллхаус і Шаанна Хол були сусідами по кімнаті і зустріли Ванду Дей, коли вони приєдналися до групи, в якій вона грала. Коли всі троє покинули цю групу, вони почали грати як тріо. Але, помітивши, як Перрі співає в сольному виконанні, Хіллхаус і Хол попросили її приєднатися до них як вокаліста. Їх перша репетиція повинна була відбутися о 18 годині 17 жовтня 1989 року, але незабаром після 17 годин стався землетрус Лома-Прієта, що завадило їх планам.
Група підписала контракт з лейблом Interscope в липні 1991 року після виступу на Gavin Convention, де вже раніше група грала на розігріві у Primus у День Святого Валентина того ж року. Коли вони почали записувати свій дебютний альбом, Ванда Дей була замінена Річардсоном. У 1992 році під час запису "Bigger, Better, Faster, More!" продюсер альбому Девід Тікль відчув, що гра Хол на гітарі «не тягне», тому її також попросили піти з групи. В підсумку закінчив запис альбому Луїс Метойер. Роджер Роша приєднався до групи вже після завершення альбому і залишався з групою до 1994 року.
Після відходу з групи в 1991 році Ванда Дей продовжила виступи з групою Malibu Barbi, а потім і з Bad Dog Play Dead. Наприкінці 1992 року вона потрапила в аварію, зламала ноги і зламала собі спину, що зробило гру на барабанах для неї дуже болючою. Вона переїхала з Сан-Франциско в 1995 році, провела деякий час в Аризоні і, зрештою, повернулася в Солт-Лейк-Сіті. Ванда Дей померла 10 липня 1997 року за словами Крісти Хіллхаус від передозування наркотиками, і була похована в містечку Тропік (Юта).

## Пізні роботи
4 Non Blondes випустили пісню «Mary’s House» як саундтрек до фільму Світ Уейна 2 в 1993 році. Також вони записали кавер на пісню «I’m the One» групи Van Halen як саундтрек до фільму Пустоголові. Група випустила пісню «Bless the Beasts and Children» для триб'ют-альбому If I Were a Carpenter групи The Carpenters і пісню «Misty Mountain Hop» для триб'ют-альбому Encomium: A Tribute to Led Zeppelin групи Led Zeppelin.
Група розпалася наприкінці 1994 року в процесі запису їхнього другого альбому. Вокалістка Лінда Перрі вирішила зайнятися сольною кар'єрою, після чого випустила кілька сольних робіт, а також продюсувала і була автором пісень для хітових альбомів Крістіни Агілери, Аліши Кіз, Пінк, Гвен Стефані, Кортні Лав і Келлі Осборн. Хол записувала, продюсувала, складала для і грала разом з різними музикантами, включаючи вокаліста Storm Large (1999-2001), гітариста Еріка Макфаддена (1995-2001), і одного з засновників фанку Джорджа Клінтона & Parliament-Funkadelic (2002-), і випустила самостійний проект «Electrofunkadelica: e3+FUNKnth = music for the body-mind & soul» в 2006 році на лейблі "Make Music, Not War! Records".
11 травня 2014 року група знову зібралася разом, щоб провести невеликий концерт на благодійному вечорі «An Evening For Women» в Лос-Анджелесі в готелі Beverly Hilton. Вони виконали шість пісень: «Train», «Spaceman», «The Ladder», «Mighty Lady», «Superfly» and «What's Up?». Вечір був організований лос-анджелеським ЛГБТ центром.
Лінда Перрі і Кріста Хіллхаус також возз'єднувалися в 1999 році в підтримку сольного туру Перрі. Хіллхаус, яка керувала офіційним сайтом колективу, протягом декількох років намагалася співпрацювати з низкою інших проектів, але жоден з них не мав істотного комерційного успіху.

## Учасники
- Лінда Перрі — вокал, гітара (1989-1994, 2014)
- Кріста Хіллхаус — бас-гітара (1989-1994, 2014)
- Шаанна Хол — гітара (1989-1992)
- Ванда Дей — ударні (1989-1991; died 1997)
- Дон Річардсон — ударні (1991-1994, 2014)
- Роджер Роша — гітара (1992-1994, 2014)

## Дискографія

### Альбоми
| Year | Album details                                                                  | Peak chart positions | Peak chart positions | Peak chart positions | Peak chart positions | Peak chart positions | Peak chart positions | Peak chart positions | Peak chart positions | Peak chart positions | Peak chart positions | Certifications (sales thresholds)                   |
| Year | Album details                                                                  | US                   | AUS                  | AUT                  | GER                  | NLD                  | NO                   | NZ                   | SWE                  | CH                   | UK                   | Certifications (sales thresholds)                   |
| ---- | ------------------------------------------------------------------------------ | -------------------- | -------------------- | -------------------- | -------------------- | -------------------- | -------------------- | -------------------- | -------------------- | -------------------- | -------------------- | --------------------------------------------------- |
| 1992 | Bigger, Better, Faster, More! - Released: October 13, 1992 - Label: Interscope | 13                   | 4                    | 1                    | 1                    | 1                    | 1                    | 10                   | 1                    | 1                    | 4                    | - US: Platinum - AUSGold - GER: 3 × Gold - UK: Gold |

### Концертні альбоми
- Hello Mr. President (Live in Italy 1993) (1994)

### Сингли
| Year                                        | Title                | Peak chart positions | Peak chart positions | Peak chart positions | Peak chart positions | Peak chart positions | Peak chart positions | Peak chart positions | Peak chart positions | Peak chart positions | Peak chart positions | Peak chart positions | Peak chart positions | Album                         |
| Year                                        | Title                | US                   | AUS                  | AUT                  | BEL                  | FRA                  | GER                  | NLD                  | NOR                  | NZ                   | SWE                  | SWI                  | UK                   | Album                         |
| ------------------------------------------- | -------------------- | -------------------- | -------------------- | -------------------- | -------------------- | -------------------- | -------------------- | -------------------- | -------------------- | -------------------- | -------------------- | -------------------- | -------------------- | ----------------------------- |
| 1992                                        | «Dear Mr. President» | —                    | —                    | —                    | —                    | —                    | —                    | —                    | —                    | 40                   | —                    | —                    | 79                   | Bigger, Better, Faster, More! |
| 1993                                        | «What’s Up?»         | 14                   | 2                    | 1                    | 1                    | 3                    | 1                    | 1                    | 1                    | 2                    | 1                    | 1                    | 2                    | Bigger, Better, Faster, More! |
| 1993                                        | «Spaceman»           | 117                  | 85                   | 19                   | 24                   | —                    | 28                   | 25                   | —                    | 23                   | —                    | 18                   | 53                   | Bigger, Better, Faster, More! |
| 1993                                        | «Mary’s House»       | —                    | —                    | —                    | —                    | —                    | —                    | —                    | —                    | —                    | —                    | —                    | —                    | Bigger, Better, Faster, More! |
| 1994                                        | «I’m the One»        | —                    | —                    | —                    | —                    | —                    | —                    | —                    | —                    | —                    | —                    | —                    | —                    | Airheads soundtrack           |
| 1994                                        | «Superfly»           | —                    | —                    | —                    | —                    | —                    | —                    | —                    | —                    | —                    | —                    | —                    | —                    | Bigger, Better, Faster, More! |
| 1995                                        | «Misty Mountain Hop» | —                    | 78                   | —                    | —                    | —                    | —                    | —                    | —                    | —                    | —                    | —                    | —                    | Encomium                      |
| «—» означает, что запись не попала в чарты. |                      |                      |                      |                      |                      |                      |                      |                      |                      |                      |                      |                      |                      |                               |